# Onthophagus thomsoni
Onthophagus thomsoni là một loài bọ cánh cứng trong họ Bọ hung (Scarabaeidae).